# Папирус Эдвина Смита

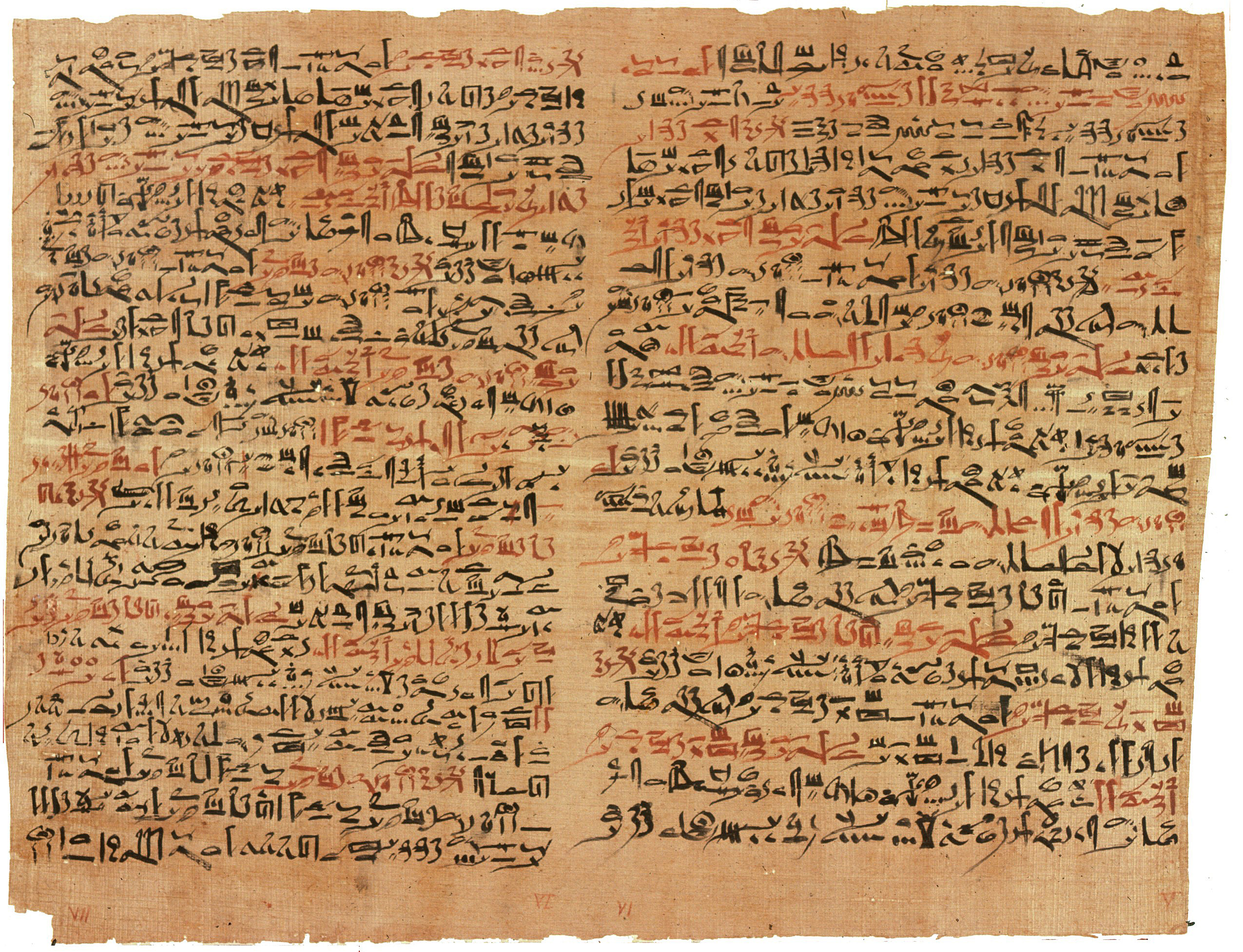
Фрагменты из папируса Эдвина Смита. Нью-Йоркская академия медицины

Папирус Эдвина Смита или Хирургический папирус — один из наиболее важных медицинских текстов Древнего Египта. Один из старейших образцов медицинской литературы.
Этот папирус относится приблизительно к 1500 году до нашей эры и является неполной копией текста датируемого 2686—2181 годами до нашей эры. Основан на материалах, накапливавшихся в течение тысячи лет. Документ содержит 22 страницы. В нём рассматриваются 48 травматических случаев, каждый с описанием физического обследования, лечения и прогноза.

## Процедуры
Хирургические процедуры в папирусе вполне рациональны:3, хотя там приводятся и магические заклинания против чумы. Текст начинается с лечения травмы головы, затем следует лечение травм шеи, рук и туловища, и там текст обрывается. Описываются следующие процедуры: закрытие раны со швами (для ран губ, горла и плеча), профилактика и лечение инфекции с мёдом, и остановка кровотечения сырым мясом. Об использовании магии написано в единственном случае (случай 9).
Папирус также описывает анатомические наблюдения. Он содержит первое известное описание черепных швов, мозговой оболочки, внешней поверхности мозга, спинномозговой жидкости и внутричерепных пульсаций. Однако физиологические функции органов и сосудов оставались полной загадкой для древних египтян.

## Авторство
Имхотеп, который считается основателем египетской медицины, вероятно, первый автор текста, который датируется 3000—2500 годами до нашей эры, с пояснительными примечаниями, добавленными несколько веков спустя. К сожалению, рукопись осталась незавершенной, разрывается в середине предложения с оставшейся пустой большой площадью папируса в конце. Начало и конец оригинала утеряны, имя автора не упоминается.

## История
Папирус назван в честь американского археолога Эдвина Смита, который добавил этот папирус в свою коллекцию в 1862 году, купив его у продавца в Луксоре по имени Мустафа Ага. Хотя Смит осознавал важность документа, он его не публиковал. Он умер в 1906 году, оставив его своей дочери, а она передала его Нью-Йоркскому историческому обществу:3. Организация дала задание Джеймсу Брэстеду перевести его. Эту задачу он выполнил в 1930 году:4.
В 1938 году папирус был направлен в Бруклинский музей, а в 1948 он был переведён в Нью-Йоркскую академию медицины, где он и находится сегодня.
Папирус был выставлен впервые в 1948 году в музее Метрополитен в Нью-Йорке. В период с 13 сентября 2005 года по 15 января 2006 года, одновременно с выставкой, куратор музея Джеймс П. Аллен подготовил совершенно новый перевод папируса, который был включён в каталог выставки.